# Romani vlax
Le romani vlax est un dialecte du romani ou une langue du groupe de langues romani parlée dans le Sud-Est de l’Europe par les Roms.
C’est la deuxième variété de romani la plus parlée, après le romani des Balkans.

## Dialectes
Glottolog liste les dialectes suivants :
- vlax septentrional
  - cerhari
  - churari
  - ghagar d'Égypte
  - kalderash (en)
  - lovari (en)
  - machvano
- vlax d'Ukraine sud-orientale
- vlax méridional
  - gurbet-dzambazi (en)
    - vlax d'Albanie du Nord
    - vlax serbo-bosnien
    - vlax d'Albanie du Sud
    - xoraxane

  - kalpazea-filipidzía-xandurja
  - vlax valaque-muntenien-bulgare nord-oriental
    - bulgare sédentaire
    - roumain sédentaire